# Rijksbeschermd gezicht Blijdorp / Bergpolder
Gezicht Blijdorp / Bergpolder is een van rijkswege beschermd dorpsgezicht in Rotterdam in de Nederlandse provincie Zuid-Holland. De procedure voor aanwijzing werd gestart op 11 september 2006. Het gebied werd op 5 november 2014 definitief aangewezen. Het beschermd gezicht beslaat een oppervlakte van 150,9 hectare.
Het beschermde gebied ligt in de Rotterdamse wijken Blijdorp en Bergpolder. De wijken zijn grotendeels aangelegd volgens het in 1931 aangenomen Uitbreidingsplan voor het Noord- en Noordwestelijk stadsgedeelte, ontworpen door stadsarchitect Witteveen en Kromhout. De wijken worden gezien als een geslaagd voorbeeld van zowel esthetisch als functioneel/civieltechnisch georiënteerde stedenbouw.
Panden die binnen een beschermd gezicht vallen krijgen niet automatisch de status van beschermd monument. Wel zal de gemeente het bestemmingsplan aanpassen om nieuwe ontwikkelingen in het gebied te reguleren. De gezichtsbescherming richt zich op de stedenbouwkundige en cultuurhistorische waardering van een gebied en wil het toekomstig functioneren daarvan veiligstellen.